# Bactericera loginovae
Bactericera loginovae är en insektsart som först beskrevs av Jan Klimaszewski 1962.  Bactericera loginovae ingår i släktet Bactericera och familjen spetsbladloppor. Inga underarter finns listade i Catalogue of Life.